# Neil Finn
Pour les articles homonymes, voir Finn (homonymie).
Neil Finn, né le 27 mai 1958 à Te Awamutu, est un auteur-compositeur-interprète néo-zélandais très célèbre dans son pays et en Australie. Il joue principalement de la guitare et du synthétiseur.
Il a suivi ses études au Sacred Heart College d'Auckland. Il a fait partie, de 1980 à 1984, d'un groupe très connu dans les deux pays, Split Enz, avant de former Crowded House, le groupe qui allait le révéler au monde entier.
Un an avant la séparation officielle du groupe en 1996, Neil Finn réalise un album expérimental avec son frère Tim Finn appelé sobrement Finn. Les deux frères sortiront un 2e album en 2004 : Everyone Is Here.
Neil Finn entame véritablement sa carrière solo en 1998 avec l'album Try Whistling This pour lequel il invite, entre autres, Sheryl Crow et Jim Moginie. Une tournée mondiale est organisée avec succès, bien qu'elle soit passée totalement inaperçue en métropole.
En 2001, il sort un album studio et un live. One Nil assoit un peu plus sa popularité dans le monde anglo-saxon et en Europe. Pour 7 Worlds Collide, il a invité quelques-uns de ses amis à venir le rejoindre sur scène dont Eddie Vedder, Johnny Marr, Liam Finn, Ed O'Brien & Phil Selway.
En 2012, il interprète une des chansons de la bande originale du film Le Hobbit : Un voyage inattendu.
Il participe également à des projets artistiques variés, production de disques pour d'autres artistes, musiques de films et concerts de charité.
Ses fils, en plus de jouer ponctuellement avec son groupe ou en solo, ont formé leur propre groupe.
En 2014, il sort l'album Dizzy Heights qui comprend le titre Divebomber inspiré par les combats aériens de la seconde guerre mondiale.
En 2018, il est appelé à remplacer le guitariste chanteur Lindsey Buckingham au sein de Fleetwood Mac.